# Tsada
Tsada (gr. Τσάδα) – wieś w Republice Cypryjskiej, w dystrykcie Pafos. W 2011 roku liczyła 1043 mieszkańców.
Leży 11 km od Pafos. Średnia temperatura tutaj wynosi ok. 16,7 °C. Wysokość wynosi 608 m.